# Mindoron
Mindoron is een geslacht van kreeftachtigen uit de klasse van de Malacostraca (hogere kreeftachtigen).

## Soorten
- Mindoron balssi (Bott, 1968)
- Mindoron pala Ng & Takeda, 1992